# Vlado Božović
Vlado Božović, črnogorski častnik in politik, * 12. november 1915, † 2010.

## Življenjepis
Leta 1934 je postal član KPJ, postal mdr. sekretar MK in OK KPJ za Podgorico. leta 1941 se je pridružil NOVJ. Med vojno je bil politični komisar več enot in organizacijski sekretar PK SKOJ.
Po vojni je imel pomembne politične funkcije, med drugim je bil poslanec zvezne skupščine, predsednik republiškega sveta sindikatov, član IK CK ZK Črne gore, predsednik ZZB NOV in član predsedstva te republike ter član Sveta federacije.

## Odlikovanja
- Red narodnega heroja